# I Am the Greatest
I Am the Greatest é o primeiro álbum musical de Cassius Clay. O álbum foi lançado em 1963 com o selo CBS Columbia, seis meses antes de ele se converter ao Islamismo e mudar seu nome para Muhammad Ali.
Foi bem sucedido comercialmente, alcançando a posição 61 da Billboard Album Charts, e vendendo aproximadamente 500.000 cópias nos EUA.
Em 1964 o álbum foi indicado ao prêmio Grammy na categoria Best Comedy Album.

## Faixas
1. Round 1: "I Am The Greatest"
2. Round 2: "I Am The Double Greatest"
3. Round 3: "Do You Have To Ask?"
4. Round 4: "'I Have Written A Drama', He Said Playfully"
5. Round 5: "Will The Real Sonny Liston Please Fall Down"
6. Round 6: "Funny You Should Ask"
7. Round 7: "2138"
8. Round 8: "The Knockout"
9. "Afterpiece" (see Round 1)
10. "I Am the Greatest"
11. "Stand by Me" (cover Ben E. King)
12. "The Gang's All Here"

## Prêmios e Indicações
| Ano  | Prêmio        | Categoria         | Resultado | Ref.  |
| ---- | ------------- | ----------------- | --------- | ----- |
| 1964 | Grammy Awards | Best Comedy Album | Indicado  | [ 4 ] |